# "Índios"
"Índios" é uma canção composta por Renato Russo, lançada em 1986, no álbum Dois da banda Legião Urbana e editada como o terceiro single promocional do álbum em dezembro do mesmo ano. Foi relançada, em 2001, como single do álbum ao vivo Como É que Se Diz Eu Te Amo.
O título original da canção inclui aspas, como se vê dos encartes dos álbuns Dois e Música P/ Acampamentos. Segundo Renato Russo, as aspas são para denotar que o título refere-se não aos primeiros habitantes do Brasil, mas à inocência ou ingenuidade imbuída no povo brasileiro desde os primórdios, sendo sempre ludibriado por seus governantes. A música suplica por um mundo diferente, com pessoas menos egoístas.

## Histórico e estrutura
Renato teve grande dificuldade para encaixar a letra da faixa em sua instrumentação. Mais de dez gravações diferentes foram tentadas. Quando o cantor já estava prestes a desistir, o produtor Mayrton Bahia e o técnico de som Amaro Moço passaram a trabalhar com recortes e colagens das gravações, técnica que já haviam utilizado bastante no disco anterior da banda, Legião Urbana.
A faixa gira em torno de um mantra no teclado. O guitarrista Dado Villa-Lobos limita-se a acrescentar um violão.

## Recepção
Em geral, a recepção da canção foi positiva. Antônio Carlos Miguel, em crítica ao álbum Dois para o Jornal da Tarde, destaca a faixa como a "mais fascinante do disco". Diz o crítico: "Numa levada hipnótica, repetindo o mesmo tema musical, ele [Renato Russo] procura traduzir o desespero dos primeiros e reais donos do Brasil. (…) Trabalhos como este, unindo prazer e consciência, podem até contribuir para a sobrevivência dos últimos índios. Ou mostrar aos ditos civilizados que ainda podemos aprender muita coisa com a inocência dos gentios".
Gilmar Eitelwein, em crítica para o Zero Hora, diz que "a letra de Índios é muito boa" e, ao falar da faixa "Andrea Doria", diz que ela também - em referência a ""Índios"" - "ataca a falsidade humana encontrada em cada esquina".
Durante a turnê do disco, numa apresentação no Caiçara Music Hall, houve um episódio em que público pediu para a banda tocar a canção, mas esta se recusou, mesmo após protestos da plateia.

## Créditos
- Renato Russo - voz, violão e teclados
- Dado Villa-Lobos - guitarra
- Renato Rocha - baixo elétrico
- Marcelo Bonfá - bateria

## Faixas
12" PROMO (EMI 9951 023)
| Lado A |                    |                |               |         |  |
| N.º    | Título             | Compositor(es) | Intérprete    | Duração |  |
| 1.     | ""Índios""         | R. Russo       | Legião Urbana | 4:23    |  |
| 2.     | "Proteção" (Remix) | P. Seabra      | Plebe Rude    | 4:32    |  |

| Lado B         |                   |                                    |                 |         |  |
| N.º            | Título            | Compositor(es)                     | Intérprete      | Duração |  |
| 3.             | "Alguém" (Remix)  | K. Zambianchi                      | Kiko Zambianchi | 5:10    |  |
| 4.             | "Formosa" (Remix) | F. Haiat / E. Amarante / G. Isnard | Zero            | 4:55    |  |
| Duração total: | Duração total:    | Duração total:                     | Duração total:  | 19:00   |  |

## Prêmios e indicações
| Ano  | Prêmio          | Categoria     | Resultado | Ref.   |
| ---- | --------------- | ------------- | --------- | ------ |
| 1986 | Troféu Imprensa | Musica do ano | Indicado  | [ 10 ] |

## Vendas e certificações
| Região                                                        | Certificação | Vendas  |
| ------------------------------------------------------------- | ------------ | ------- |
| Brasil (Pro-Música Brasil)                                    | Ouro         | 50,000‡ |
| ‡vendas+valores de streaming baseados somente na certificação |              |         |